# Draconarius chaiqiaoensis
Draconarius chaiqiaoensis är en spindelart som först beskrevs av Zhang, Peng och Kim 1997.  Draconarius chaiqiaoensis ingår i släktet Draconarius och familjen mörkerspindlar. Inga underarter finns listade i Catalogue of Life.